# Live 2005 "Dearly" at Osaka-jo Hall 03.27
『Live 2005 "Dearly" at Osaka-jo Hall 03.27』（ライブにせんご ディアリーアットおおさかじょうホール さんになな）は日本のバンド、Janne Da Arcのライブ・ビデオ。2005年7月27日発売。発売元はエイベックス。

## 解説
2005年に大阪城ホールで行われた単発ライブ。2004年にリリースされた5thアルバム『ARCADIA』とインディーズ時代の曲を中心にJanne Da Arc史上最多の27曲が演奏された。

## 収録曲

### Disc1
1. Strange Voice
2. Heavy Damage
3. Speed
4. ACID BREATH
5. Confusion
6. 心の行方
7. sister
8. ROMANC∃
9. 月光花
10. 桜
11. Kiss Me
12. Solo Parts session
13. BLACK JACK
14. FREEDOM
15. Labyrinth
16. DOLLS
17. Fantasia
18. process

### Disc2
1. Judgement 〜死神のkiss〜
2. ヴァンパイア
3. ICE
4. -救世主 メシア-
5. ダイヤモンドヴァージン (enc.1)
6. 霞ゆく空背にして (enc.1)
7. -R-Type「瞳の色」 (enc.2)
8. Rainy 〜愛の調べ〜 (enc.2)
9. Stare (enc.3)